# 鶴形駅
鶴形駅（つるがたえき）は、秋田県能代市鶴形字草沢にある、東日本旅客鉄道（JR東日本）奥羽本線の駅である。

## 歴史
- 1949年（昭和24年）12月：仮乗降場として開業、上り3本、下り3本の計6本が停車。5日に開通式[新聞 2]。
- 1952年（昭和27年）1月25日：国鉄の駅として山本郡鶴形村に開業する[4]。
- 1971年（昭和46年）10月1日：荷物扱いを廃止[5]。駅無人化[6][新聞 1][新聞 3]。ただし、翌年3月31日までは（日曜・祝日を除く）6時から15時半まで旅客扱い要員を1名配置する[新聞 4]。
- 1987年（昭和62年）4月1日：国鉄分割民営化により、JR東日本の駅となる[3]。
- 2024年（令和6年）10月1日：えきねっとQチケのサービスを開始[1][報道 1]。

## 駅構造
盛土上に相対式ホーム2面2線を有する地上駅である。駅舎は、築堤上のホームに床面をそろえた高床式のものが使用されている。
東能代駅管理の無人駅。地元のボランティアグループ「鶴寿会」が駅の清掃活動を行っている。

### のりば
| 番線 | 路線      | 方向 | 行先     |
| ---- | --------- | ---- | -------- |
| 1    | ■奥羽本線 | 下り | 青森方面 |
| 2    | ■奥羽本線 | 上り | 秋田方面 |

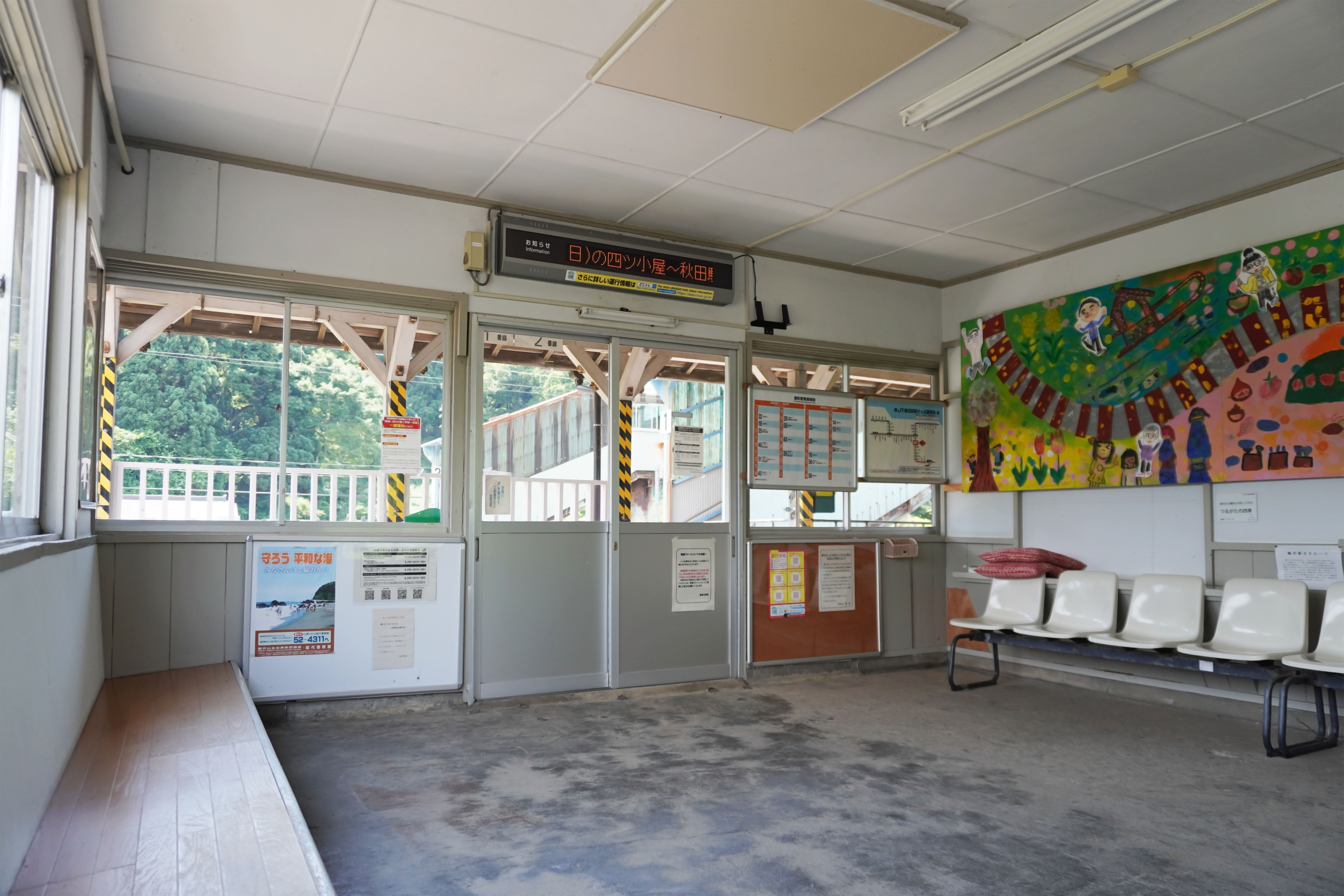
駅舎内（2024年6月）
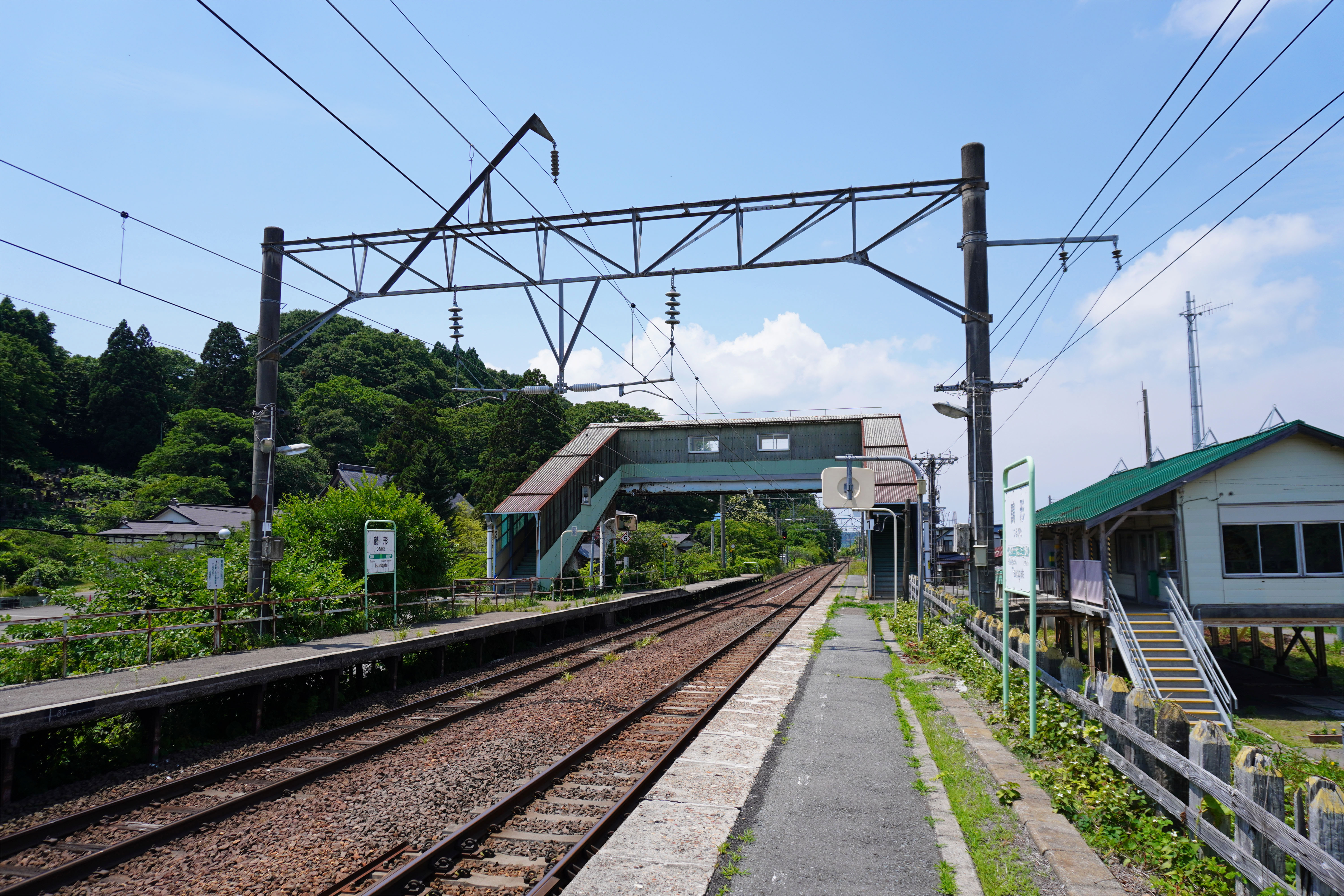
ホーム（2024年6月）

## 駅周辺
- 能代市役所鶴形地域センター
- 鶴形郵便局
- 能代市鶴形地域拠点施設（旧能代市立鶴形小学校）[新聞 5]

## 鶴寿会
鶴寿会（かくじゅかい）は鶴形駅周辺住民のボランティアグループで、1965年（昭和40年）から当駅の清掃活動を続ける団体である。
2011年（平成22年）には長年にわたって駅の清掃活動を続けてきたことにより、国土交通省から「鉄道の日」鉄道関係功労者大臣賞を受賞、および長年の社会奉仕活動の功績をたたえて緑綬褒章を授与されている。

## 隣の駅
東日本旅客鉄道（JR東日本）
■奥羽本線
□快速
通過
■普通
東能代駅 - 鶴形駅 - 富根駅

### 報道発表資料
1. ↑  『Suicaエリア外もチケットレスで! 東北エリアから「えきねっとQチケ」がはじまります』（PDF）（プレスリリース）東日本旅客鉄道、2024年7月11日。オリジナルの2024年7月11日時点におけるアーカイブ。2024年8月6日閲覧。

### 新聞記事
1. 1 2  「無人駅 奥羽本線・鶴形駅駅」『秋田魁新報』秋田魁新報社、1975年10月13日、夕刊、2面。
2. ↑  秋田魁新報　昭和24年12月7日2面
3. ↑  「陳情攻勢で“無人化”が後退 秋鉄局 日中だけ駅員配置 ただし本年度いっぱい」『秋田魁新報』秋田魁新報社、1971年9月29日、朝刊、12面。
4. ↑  「営業体制近代化」『交通新聞』交通協力会、1971年10月5日、1面。
5. ↑  「旧鶴形小学校でそばうち体験できる 地域拠点施設オープン」『秋田魁新報』2022年5月2日。オリジナルの2022年5月2日時点におけるアーカイブ。2022年5月2日閲覧。